# Tarakeswar
Tarakeswar (en bengalí: তারকেশ্বর ) es una ciudad de la India, en el distrito de Hugli, estado de Bengala Occidental.

## Geografía
Se encuentra a una altitud de 14 m s. n. m. a 61 km de la capital estatal, Calcuta, en la zona horaria UTC +5:30.

## Demografía
Según estimación 2010 contaba con una población de 33 408 habitantes.